# Bourg-la-Reine
Bourg-la-Reine là một xã trong vùng hành chính Île-de-France, thuộc tỉnh Hauts-de-Seine, quận Antony, tổng Bourg-la-Reine. Tọa độ địa lý của xã là 48° 46' vĩ độ bắc, 02° 18' kinh độ đông. Bourg-la-Reine nằm trên độ cao trung bình là 48 mét trên mực nước biển, có điểm thấp nhất là 43 mét và điểm cao nhất là 77 mét. Xã có diện tích 1,86 km², dân số vào thời điểm 1999 là 18.246 người; mật độ dân số là 9809 người/km².

## Thông tin nhân khẩu
| 1946   | 1954   | 1962   | 1968   | 1975   | 1982   | 1990   | 1999   |
| ------ | ------ | ------ | ------ | ------ | ------ | ------ | ------ |
| 10 244 | 11 708 | 17 694 | 18 711 | 18 221 | 18 070 | 18 499 | 18 251 |

## Nhân vật nổi tiếng
Nhà toán học Evariste Galois sinh ra tại đây. Mất tại đây là nhà văn Léon Bloy, triết gia và nhà toán học Marie-Jean-Antoine-Nicolas Caritat, Marquis de Condorcet và nhà dân tộc học Arnold van Gennep.